# Bobbysocks
Bobbysocks — норвезький поп-дует, який переміг на пісенному конкурсі «Євробачення» у 1985 році.

## Історія
Дует був сформований у 1983 році до складу ввійшли Ганне Кроґ й Елізабет Андреассен. Через два роки Bobbysocks взяв участь у відборі учасників на «Євробачення». Їхній виступ з піснею «La det swinge» отримав найбільшу кількість балів, що дало змогу їм представляти Норвегію у Гетеборзі. Раніше Ганне Кроґ брала участь у конкурсі 1971 року та в відборах 1971, 1972 роках як сольна співачка, а Елізабет Андреассен представляла Швецію у складі гурту Chips у 1982.
На «Євробаченні» 1985 року Bobbysocks виступали під 13 номером з піснею норвезькою мовою «La det swinge». Вони отримали 123 бали (8 країн поставили дуету найвищий бал), що принесло їм перше місце. Після перемоги стортинг нагородив дует премією Пера Гюнта. Пісня «Let It Swing» була на найвищих сходинках чартів у Норвегії та Бельгії. На вершині популярності дебютний альбом 1984 року «Bobbysocks!» був перевиданий. На початку 1986 року кількість проданих копій сягала 75 000 лише в Норвегії.
Альбом «Waiting for the Morning» 1986 року (перевиданий у 1994 році) став платиновий у Норвегії (було продано понад 100 000 копій). Окрім популярності на батьківщині він потрапив у чарти Швеції. Перед розпадом дуету лейбл «Sonet» випускає альбом «Walkin' on Air», який став золотим у Норвегії.
Хоча Bobbysocks припинив своє існування у 1988, Ганне Кроґ й Елізабет Андреассен періодично продовжують виступати разом.

## Дискографія

### Альбоми
- 1984: Bobbysocks! (перевиданий у 1985 році)
- 1986: Waiting for the Morning (перевиданий у 1994 році)
- 1987: Walkin' on Air

### Компіляції
- 2010: Let it Swing — The Best of Bobbysocks!

### Сингли
- 1984: «I Don't Wanna Break My Heart»
- 1984: «Radio» (перевиданий у 1985 році)
- 1985: «Let It Swing» / «La Det Swinge»
- 1985: «Midnight Rocks»
- 1986: «Waiting for the Morning»
- 1986: «Johnny And The Dancing Girls»
- 1987: «Swing It, Magistern»
- 1987: «If I Fall»
- 1987: «Don't Leave Me Here Without You»
- 2010: «Thank You» (разом з Олександром Рибаком)